# Davis (Californië)
Davis is een plaats (city) in de Amerikaanse staat Californië, en valt bestuurlijk gezien onder Yolo County. Het is de locatie van de campus van de Universiteit van Californië - Davis.

## Demografie
Bij de volkstelling in 2000 werd het aantal inwoners vastgesteld op 60.308.
In 2006 is het aantal inwoners door het United States Census Bureau geschat op 60.964, een stijging van 656 (1.1%).

## Geografie
Volgens het United States Census Bureau beslaat de plaats een oppervlakte van
27,2 km², waarvan 27,1 km² land en 0,1 km² water. Davis ligt op ongeveer 16 m boven zeeniveau.

## Plaatsen in de nabije omgeving
De onderstaande figuur toont nabijgelegen plaatsen in een straal van 32 km rond Davis.

## Geboren
- Chi Cheng (1970-2013), bassist
- Nyjah Huston (1994), skateboarder